# Бучки (Новгород-Сіверський район)
Бучки́ — село в Україні, у Новгород-Сіверській міській громаді Новгород-Сіверського району Чернігівської області. До 2020 орган місцевого самоврядування — Бучківська сільська рада.
Населення становить 283 особи.

## Географія
Селом тече річка Вара, у яку на південно-західній околиці впадає річка Бучка.

## Історія
За даними на 1859 рік у козацькому й казенному селі Новгород-Сіверського повіту Чернігівської губернії мешкало 709 осіб (370 чоловічої статі та 339 — жіночої), налічувалось 104 дворових господарства, існувала православна церква.
Станом на 1886 у колишньому державному селі Кам'янсько-Слобідської волості мешкало 808 осіб, налічувалось 169 дворових господарств, існували православна церква, постоялий будинок, поташний завод, відбувався щорічний ярмарок.
За даними на 1893 рік у поселенні мешкало 1267 осіб (640 чоловічої статі та 627 — жіночої), налічувалось 282 дворових господарств.
За переписом 1897 року кількість мешканців зменшилась до 1192 осіб (579 чоловічої статі та 613 — жіночої), з яких 1163 — православної віри.
1988 р. у Бучках мешкало 283 жителі, діяли 8-річна школа (згодом закрита), фельдшерсько-акушерський пункт, клуб, бібліотека, відділення зв'язку.
12 червня 2020 року, відповідно до розпорядження Кабінету Міністрів України № 730-р «Про визначення адміністративних центрів та затвердження територій територіальних громад Чернігівської області», увійшло до складу Новгород-Сіверської міської громади.
19 липня 2020 року, в результаті адміністративно - територіальної реформи та ліквідації колишнього Новгород-Сіверського району, село увійшло до новоствореного Новгород-Сіверського району Чернігівської області.

## Відомі люди
- Акуленко Володимир Євтихієвич (1922—1944) — радянський військовий льотчик.
- Дятлов Володимир Олександрович — український історик.